# Киряхін Сергій Миколайович
Сергій Миколайович Киряхін (27 лютого 1964, Казань, СРСР) — радянський і російський хокеїст, воротар.

## Спортивна кар'єра
Вихованець Спортивного клубу імені Урицького (тренер — Володимир Гусєв). Виступав за клуби СК ім. Урицького (Казань), «Нафтовик» (Альметьєвськ), «Хімік» (Воскресенськ), «Динамо» (Харків), «Чебоксари», «Сокіл» (Новочебоксарськ), «Торпедо» (Нижній Новгород), «Газовик» (Тюмень), «Нафтохімік» (Нижнєкамськ), «Сибір» (Новосибірськ). У вищій лізі СРСР, Міжнаціональній хокейній лізі і російській суперлізі провів 125 матчів.

## Статистика
| Сезон   | Команда                     | Ліга      | І  | КН   |
| ------- | --------------------------- | --------- | -- | ---- |
| 1981-82 | СК ім. Урицького (Казань)   | перша     | 1  |      |
| 1982-83 | СК ім. Урицького (Казань)   | перша     | 3  |      |
| 1983-84 | СК ім. Урицького (Казань)   | перша     | 25 |      |
| 1985-86 | «Супутник» (Альметьєвськ)   | друга     |    |      |
| 1986-87 | «Нафтовик» (Альметьєвськ)   | друга     |    |      |
| 1987-88 | СК ім. Урицького (Казань)   | перша     | 42 |      |
| 1988-89 | СК ім. Урицького (Казань)   | перша     | 42 |      |
|         | «Хімік» (Воскресенськ)      | вища      | 11 | 2.64 |
| 1989-90 | «Динамо» (Харків)           | перша     | 18 |      |
|         |                             | перехідна | 26 |      |
| 1990-91 | «Динамо» (Харків)           | перша     | 9  | 2.11 |
|         | «Чебоксари»                 | друга     | 25 |      |
| 1991-92 | «Сокіл» (Новочебоксарськ)   | перша     | 58 |      |
| 1992-93 | «Сокіл» (Новочебоксарськ)   | Д-2       | 56 |      |
| 1993-94 | «Торпедо» (Нижній Новгород) | МХЛ       | 13 | 3.60 |
|         | «Торпедо-Горький»           | Д-3       | 2  |      |
| 1996-97 | «Газовик» (Тюмень)          | суперліга | 13 |      |
| 1997-98 | «Газовик» (Тюмень)          | суперліга | 29 |      |
| 1998-99 | «Газовик» (Тюмень)          | суперліга | 35 | 3.57 |
| 1999-00 | «Нафтохімік» (Нижнєкамськ)  | суперліга | 7  |      |
|         | «Сибір» (Новосибірськ)      | Д-2       | 10 |      |